# تصفيات أوروبا لكأس العالم 2010 المجموعة الثالثة
المجموعة الثالثة من تصفيات أوروبا لكأس العالم لكرة القدم 2010 ضمت منتخبات لتشيك ، بولندا ، إيرلندا الشمالية ، سلوفاكيا ، سلوفينيا ، و سان مارينو .
احتل منتخب سلوفاكيا صدارة المجموعة وتأهل مباشرة إلى بطولة كأس العالم بينما تأهل وصيفه منتخب سلوفينيا إلى الملحق الأوروبي .

## الترتيب
| فريق             | نقاط | +/- | عليه | له | خ  | ت | ف | لعب |
| ---------------- | ---- | --- | ---- | -- | -- | - | - | --- |
| سلوفاكيا         | 22   | 12+ | 10   | 22 | 2  | 1 | 7 | 10  |
| سلوفينيا         | 20   | 14+ | 4    | 18 | 2  | 2 | 6 | 10  |
| جمهورية التشيك   | 16   | 11+ | 6    | 17 | 2  | 4 | 4 | 10  |
| أيرلندا الشمالية | 15   | 4+  | 9    | 13 | 3  | 3 | 4 | 10  |
| بولندا           | 11   | 5+  | 14   | 19 | 5  | 2 | 3 | 10  |
| سان مارينو       | 0    | 46− | 47   | 1  | 10 | 0 | 0 | 10  |

## النتائج
| بولندا                          | 1 – 1 | سلوفينيا          |
| ------------------------------- | ----- | ----------------- |
| ميهال تشيفلاكوف 17' (ركلة جزاء) | تقرير | زلاتكو ديديتش 35' |

| سلوفاكيا                             | 2 – 1 | أيرلندا الشمالية        |
| ------------------------------------ | ----- | ----------------------- |
| مارتين شكرتيل 46' · ماريك هامشيك 70' | تقرير | يان دوريكا 81' (بالخطأ) |

| سان مارينو | 0 – 2 | بولندا                                    |
| ---------- | ----- | ----------------------------------------- |
|            | تقرير | إيبي سمولاريك 36' · روبرت ليفاندوفسكي 66' |

| أيرلندا الشمالية | 0 – 0 | جمهورية التشيك |
| ---------------- | ----- | -------------- |
|                  | تقرير |                |

| سلوفينيا                    | 2 – 1 | سلوفاكيا           |
| --------------------------- | ----- | ------------------ |
| ميليفوي نوفاكوفيتش 22'، 82' | تقرير | مارتين ياكوبكو 83' |

| بولندا                                     | 2 – 1 | جمهورية التشيك   |
| ------------------------------------------ | ----- | ---------------- |
| بافيل بروزيك 27' · جاكوب بلاشتشيكوفسكي 53' | تقرير | مارتين فينين 87' |

| سان مارينو     | 1 – 3 | سلوفاكيا                                                   |
| -------------- | ----- | ---------------------------------------------------------- |
| أندي سيلفا 45' | تقرير | ستانيسلاف شيستاك 33' · يان كوزاك 39' · ميروسلاف كارهان 50' |

| سلوفينيا                                         | 2 – 0 | أيرلندا الشمالية |
| ------------------------------------------------ | ----- | ---------------- |
| ميليفوي نوفاكوفيتش 84' · زلاتان ليوبييانكيتش 85' | تقرير |                  |

| جمهورية التشيك   | 1 – 0 | سلوفينيا |
| ---------------- | ----- | -------- |
| ليبور سيونكو 63' | تقرير |          |

| سلوفاكيا                  | 2 – 1 | بولندا            |
| ------------------------- | ----- | ----------------- |
| ستانيسلاف شيستاك 85'، 86' | تقرير | إيبي سمولاريك 70' |

| أيرلندا الشمالية                                                    | 4 – 0 | سان مارينو |
| ------------------------------------------------------------------- | ----- | ---------- |
| ديفيد هيلي 30' · غرانت مكان 43' · كايل لافرتي 56' · ستيفن ديفيز 75' | تقرير |            |

| سان مارينو | 0 – 3 | جمهورية التشيك                                           |
| ---------- | ----- | -------------------------------------------------------- |
|            | تقرير | رادوسلاف كوفاتش 47' · زدينيك بوسبيخ 53' · توماش نسيد 66' |

| سان مارينو | 0 – 3 | أيرلندا الشمالية                                  |
| ---------- | ----- | ------------------------------------------------- |
|            | تقرير | غاريث مكاولي 7' · غرانت مكان 33' · كريس برانت 63' |

| أيرلندا الشمالية                                               | 3 – 2 | بولندا                                       |
| -------------------------------------------------------------- | ----- | -------------------------------------------- |
| وارن فيني 10' · جوني إيفانز 47' · ميهال تشيفلاكوف 61' (بالخطأ) | تقرير | آيرينيوز جيلين 27' · ماريك ساغانوويسكي 90+1' |

| سلوفينيا | 0 – 0 | جمهورية التشيك |
| -------- | ----- | -------------- |
|          | تقرير |                |

| جمهورية التشيك        | 1 – 2 | سلوفاكيا                                 |
| --------------------- | ----- | ---------------------------------------- |
| ماريك يانكولوفسكي 30' | تقرير | ستانيسلاف شيستاك 22' · إريك يندريشيك 82' |

| بولندا | 10 – 0 | سان مارينو |
| --- | ------ | ---------- |
| رافال بوغوسكي 1'، 27' · إيبي سمولاريك 18'، 60'، 72'، 81' · روبرت ليفاندوفسكي 43' · آيرينيوز جيلين 51' · ماريوس ليفاندوفسكي 63' · ماريك ساغانوويسكي 88' | تقرير  |            |

| أيرلندا الشمالية | 1 – 0 | سلوفينيا |
| ---------------- | ----- | -------- |
| وارن فيني 73'    | تقرير |          |

| سلوفاكيا | 7 – 0 | سان مارينو |
| --- | ----- | ---------- |
| ماريك تشيك 3'، 32' · بيتر بيكاريك 12' · ميروسلاف ستوتش 35' · يان كوزاك 42' · مارتين ياكوبكو 63' · لوبوش هانزل 68' | تقرير |            |

| سلوفينيا                                                                                         | 5 – 0 | سان مارينو |
| ------------------------------------------------------------------------------------------------ | ----- | ---------- |
| روبيرت كورين 19'، 74' · ألكسندر رادوسافلييفيتش 39' · أندراز كيرم 54' · زلاتان ليوبييانكيتش 90+3' | تقرير |            |

| بولندا                 | 1 – 1 | أيرلندا الشمالية |
| ---------------------- | ----- | ---------------- |
| ماريوس ليفاندوفسكي 80' | تقرير | كايل لافرتي 38'  |

| سلوفاكيا                                            | 2 – 2 | جمهورية التشيك                     |
| --------------------------------------------------- | ----- | ---------------------------------- |
| ستانيسلاف شيستاك 59' · ماريك هامشيك 73' (ركلة جزاء) | تقرير | دانييل بوديل 68' · ميلان باروش 83' |

| جمهورية التشيك                                                                            | 7 – 0 | سان مارينو |
| ----------------------------------------------------------------------------------------- | ----- | ---------- |
| ميلان باروش 28'، 44'، 45+3' (ركلة جزاء)، 66' · فاسلاف سفيركوش 47'، 90+4' · توماش نسيد 86' | تقرير |            |

| أيرلندا الشمالية | 0 – 2 | سلوفاكيا                                 |
| ---------------- | ----- | ---------------------------------------- |
|                  | تقرير | ستانيسلاف شيستاك 15' · فيليب هولوشكو 67' |

| سلوفينيا                                                     | 3 – 0 | بولندا |
| ------------------------------------------------------------ | ----- | ------ |
| زلاتكو ديديتش 13' · ميليفوي نوفاكوفيتش 44' · فالتر بيرسا 62' | تقرير |        |

| جمهورية التشيك                       | 2 – 0 | بولندا |
| ------------------------------------ | ----- | ------ |
| توماش نسيد 51' · ياروسلاف بلاشيل 72' | تقرير |        |

| سلوفاكيا | 0 – 2 | سلوفينيا                              |
| -------- | ----- | ------------------------------------- |
|          | تقرير | فالتر بيرسا 56' · نييتش بيتشنيك 90+3' |

| جمهورية التشيك | 0 – 0 | أيرلندا الشمالية |
| -------------- | ----- | ---------------- |
|                | تقرير |                  |

| بولندا | 0 – 1 | سلوفاكيا                       |
| ------ | ----- | ------------------------------ |
|        | تقرير | سيفيرين غونكارتشيك 3' (بالخطأ) |

| سان مارينو | 0 – 3 | سلوفينيا                                                           |
| ---------- | ----- | ------------------------------------------------------------------ |
|            | تقرير | ميليفوي نوفاكوفيتش 24' · داليبور ستيفانوفيتش 68' · ماركو شولير 81' |

## الهدافون
تم تسجيل 90 هدف في 30 مباراة بمعدل 3 أهداف في المباراة الواحدة .
| المركز | اسم اللاعب          | المنتخب          | الأهداف |
| ------ | ------------------- | ---------------- | ------- |
| 1      | إيبي سمولاريك       | بولندا           | 6       |
| 1      | ستانيسلاف شيستاك    | سلوفاكيا         | 6       |
| 3      | ميلان باروش         | جمهورية التشيك   | 5       |
| 3      | ميليفوي نوفاكوفيتش  | سلوفينيا         | 5       |
| 5      | توماش نسيد          | جمهورية التشيك   | 3       |
| 6      | فاسلاف سفيركوش      | جمهورية التشيك   | 2       |
| 6      | وارن فيني           | أيرلندا الشمالية | 2       |
| 6      | كايل لافرتي         | أيرلندا الشمالية | 2       |
| 6      | غرانت مكان          | أيرلندا الشمالية | 2       |
| 6      | رافال بوغوسكي       | بولندا           | 2       |
| 6      | آيرينيوز جيلين      | بولندا           | 2       |
| 6      | ماريوس ليفاندوفسكي  | بولندا           | 2       |
| 6      | روبرت ليفاندوفسكي   | بولندا           | 2       |
| 6      | ماريك ساغانوويسكي   | بولندا           | 2       |
| 6      | ماريك تشيك          | سلوفاكيا         | 2       |
| 6      | ماريك هامشيك        | سلوفاكيا         | 2       |
| 6      | مارتين ياكوبكو      | سلوفاكيا         | 2       |
| 6      | يان كوزاك           | سلوفاكيا         | 2       |
| 6      | فالتر بيرسا         | سلوفينيا         | 2       |
| 6      | زلاتكو ديديتش       | سلوفينيا         | 2       |
| 6      | روبيرت كورين        | سلوفينيا         | 2       |
| 6      | زلاتان ليوبييانكيتش | سلوفينيا         | 2       |

هدف
| جمهورية التشيك - مارتين فينين - ماريك يانكولوفسكي - رادوسلاف كوفاتش - ياروسلاف بلاشيل - زدينيك بوسبيخ - دانييل بوديل - ليبور سيونكو أيرلندا الشمالية - كريس برانت - ستيفن ديفيز - جوني إيفانز - ديفيد هيلي - غاريث مكاولي | بولندا - بافيل بروزيك - جاكوب بلاشتشيكوفسكي - ميهال تشيفلاكوف سان مارينو - أندي سيلفا سلوفاكيا - لوبوش هانزل - فيليب هولوشكو - إريك يندريشيك - ميروسلاف كارهان - بيتر بيكاريك - ميروسلاف ستوتش - مارتين شكرتيل | سلوفينيا - أندراز كيرم - داليبور ستيفانوفيتش - ماركو شولير - نييتش بيتشنيك - ألكسندر رادوسافلييفيتش هدف عكسي - سيفيرين غونكارتشيك (لصالح سلوفاكيا) - ميهال تشيفلاكوف (لصالح إيرلندا الشمالية) - يان دوريكا (لصالح إيرلندا الشمالية) |

## الحضور الجماهيري
| المنتخب          | الأعلى | الأقل  | المتوسط |
| ---------------- | ------ | ------ | ------- |
| جمهورية التشيك   | 15,220 | 8,002  | 12,062  |
| أيرلندا الشمالية | 13,357 | 12,882 | 13,092  |
| بولندا           | 38,914 | 4,500  | 20,841  |
| سان مارينو       | 2,374  | 1,037  | 1,683   |
| سلوفاكيا         | 23,800 | 6,652  | 15,469  |
| سلوفينيا         | 12,500 | 4,400  | 9,882   |